# Moja Ameryka
Moja Ameryka – amerykański film sensacyjny z 1992 roku oparty na faktach.
W 2024 roku został wprowadzony do Narodowego Rejestru Filmowego Stanów Zjednoczonych jako film „znaczący kulturowo, historycznie bądź estetycznie”.

## Obsada
- Edward James Olmos jako Santana
- William Forsythe jako J.D.
- Pepe Serna jako Mundo
- Evelina Fernández jako Julie